# Адірович Еммануїл Ілліч
Еммануїл Ілліч Адірович (нар. 24 серпня 1915 — 10 вересня 1973) — радянський фізик-теоретик в галузі фізики твердого тіла, доктор фізико-математичних наук, член АН УзРСР. Автор понад 200 наукових праць.

## Біографія
Народився 24 серпня 1915 року в Мелітополі. У 1940 році закінчив Московський державний університет. Після цього протягом 22 років працював у Фізичному інституті імені П. М. Лебедєва АН СРСР. 1949 року здобув ступінь доктора фізико-математичних наук. Із 1963 року професор Фізико-технічного інституту АН УзРСР.
Помер 10 вересня 1973 року в Ташкенті. Похований на Боткінському цвинтарі.

## Дослідження
Є одним із засновників зонної теорії люмінесценції кристалів і діелектричної електроніки, передбачив і відкрив явище «холодного спалаху», побудував теорію оптронів і оптронних ланцюгів, відкрив ефекти аномально великих фотонапруг і аномально великих фотомагнітних напруг у напівпровідникових плівках, отримав точне рішення задачі про емісійні струми в діелектриці при термоелектронній та автоелектронній емісії з металу.